# Marmite

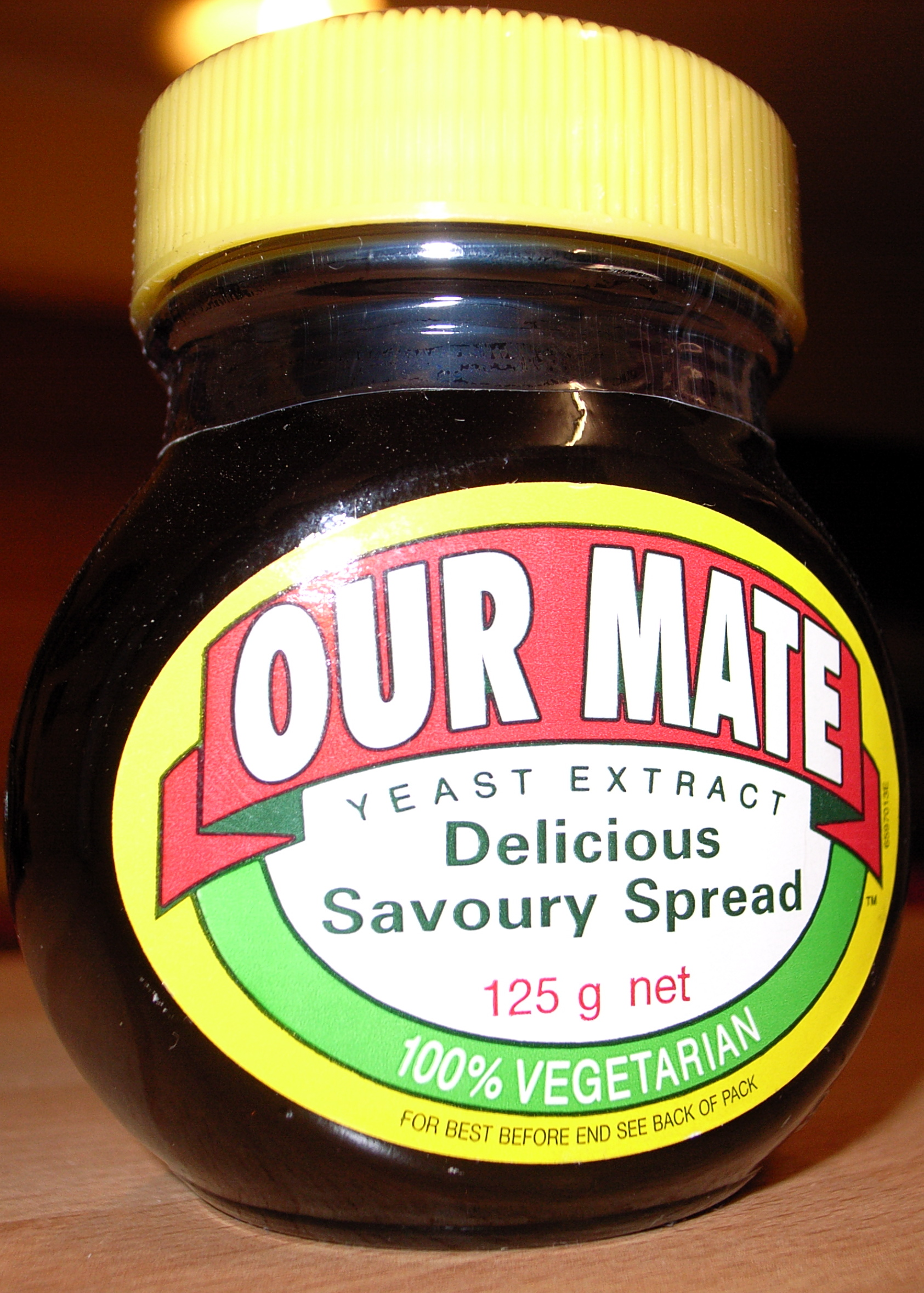
Marmite voor verkoop in Australië en Nieuw-Zeeland

Marmite is de merknaam van een in 1902 in Engeland ontwikkelde vegetarische kruidenpasta. Vooral in het Verenigd Koninkrijk is deze pasta erg populair. Op het etiket van de pasta staat een grote kookpot, de betekenis van het Franse woord marmite, afgebeeld.
De pasta wordt voornamelijk als broodbeleg gebruikt, "puur" of soms op een met kaas of pindakaas belegde boterham. Ook als ingrediënt voor warme gerechten (met name voor soepen en sauzen) is Marmite een veelgebruikt product.
Marmite was het voornaamste product van de Marmite Food Extract Company die in 1902 werd opgericht in Burton-upon-Trent, in het Engelse Staffordshire. Het hoofdbestanddeel van Marmite is een gistextract dat destijds een ongewenst bijproduct was van de lokale bierbrouwerijen. Het succes van het product was enorm, waardoor er in 1907 een tweede fabriek kon worden gebouwd in Londen. In 2000 werd Marmite ondergebracht bij Unilever.

## Samenstelling
Marmite is gemaakt van het gistextract uit productie van bier. Deze pasta bevat ook zout, plantenextracten en kruiden. Hoewel gistextract rijk is aan vitamine B, wordt dat ook nog extra aan de pasta toegevoegd. Bij de ontdekking van de vitamine B (in 1912) gold Marmite als een "gezond product". Om die reden, maar ook om ze iets van thuis te geven, kregen de Britse soldaten in de beide wereldoorlogen Marmite in hun voedselpakketten. Naar men hoopte zou dit de in de tropen gestationeerde soldaten beschermen tegen beriberi. 
Marmite bevat (volgens de voedingswaardetabel op het etiket) vitamine B12. Gist kan echter geen B12 maken. Volgens de fabrikant wordt het tijdens de fabricage toegevoegd. In Australië verkoopt men ook de variant 'Vegemite', geproduceerd door Kraft.
Marmite bevat ook selderij, dat gebruikt wordt als natuurlijk aroma.